# Чемпіонат Швеції з футболу 1915—1916
Svenska Mästerskapet 1916 — чемпіонат Швеції з футболу. Проводився за кубковою системою. У чемпіонаті брали участь 26 клубів. 
Чемпіоном Швеції став клуб АІК Стокгольм.

## Півфінал
24 вересня 1916 «Ергрюте» ІС (Гетеборг) — «Юргорден» ІФ (Стокгольм) 0:2
24 вересня 1916 АІК Стокгольм — ІФК Гетеборг 2:1

## Фінал
22 жовтня 1916 АІК Стокгольм — «Юргорден» ІФ (Стокгольм) 3:1
——————————————————————————————————————————
Svenska Serien 1915/16 — змагання з футболу у форматі вищого дивізіону. У турнірі брали участь 6 клубів.

## Підсумкова таблиця
|   | Команда                   | І  | В | Н | П | М       | О  |
| - | ------------------------- | -- | - | - | - | ------- | -- |
| 1 | ІФК Гетеборг              | 10 | 6 | 3 | 1 | 27 : 9  | 15 |
| 2 | AIK Стокгольм             | 10 | 7 | 1 | 2 | 33 : 13 | 15 |
| 3 | «Ергрюте» ІС (Гетеборг)   | 10 | 5 | 1 | 4 | 21 : 15 | 11 |
| 4 | ГАІС Гетеборг             | 10 | 4 | 0 | 6 | 17 : 24 | 8  |
| 5 | ІФК Норрчепінг            | 10 | 3 | 0 | 7 | 12 : 36 | 6  |
| 6 | «Юргорден» ІФ (Стокгольм) | 10 | 2 | 1 | 7 | 15 : 28 | 5  |